# Straßenbahn Wien Type M
Die Type M der Wiener Straßenbahn zählte zu den markantesten Fahrzeugtypen der Wiener Verkehrsbetriebe. Sie umfasste 150 Triebwagen, die von 1927 bis 1978 in Betrieb standen.

## Technische Beschreibung
Die Wagen verfügten über einen aus Holz gefertigten und mit Blech verkleideten Wagenkasten. An den Enden waren Auffangplattformen mit je zwei einander gegenüber liegenden Teleskopschiebetüren angeordnet; der dazwischen liegende Fahrgastraum war über eine Stufe zu erreichen und durch zweiteilige Schiebetüren zu verschließen. Im Inneren waren 24 Sitzplätze überwiegend in Abteilanordnung vorhanden. An beiden Enden waren Führerstände für stehende Fahrer installiert, sodass die Fahrzeuge auch ohne Wendeschleife oder Dreiecksfahrt in beiden Richtungen eingesetzt werden konnten.
Als Fahrgestell dienten tiefgezogene und durch Winkeleisen verstärkte Rahmenbleche des Langträgers des Kastenuntergestells. Um eine möglichst ruhige und ruckfreie Bogenfahrt zu erreichen, waren die Achsen in einer pendelnden Lageraufhängung System Peckham befestigt.
Der Antrieb bestand aus zwei Tatzlagermotoren mit je 45,6 bzw. 46,3 Kilowatt (je nach Motortyp) Leistung. Die Kraftübertragung erfolgte über schräg verzahnte Getriebe, gebremst wurde mittels der Generatorischen Bremse und der – in Wien erstmals als Trommelbremse ausgeführten – Handkurbelbremse. Zur Stromversorgung diente der auf dem Tonnendach angebrachte Lyrabügel, der später bei einigen Fahrzeugen durch einen Scherenstromabnehmer ersetzt wurde.
Die Steuerung erfolgte über Schleifringfahrschalter für stehenden Fahrer mit fünf Serien-, vier Parallel- und sieben Bremsstufen.

## Geschichte

### Beschaffung
Die Wiener städtischen Straßenbahnen schafften zwischen 1927 und 1929 insgesamt 150 zweiachsige Zwei-Richtungs-Triebwagen an, die eine Reihe älterer und kleinerer Fahrzeuge ersetzen sollten. Gebaut wurden die Wagen von der Grazer Waggonfabrik (Nr. 4001–4030), der Simmeringer Waggonfabrik (Nr. 4031–4070 und 4121–4150) sowie den Lohner-Werken in Wien (Nr. 4071–4120). Erstmals eingesetzt wurde die Type M am 26. Juli 1927 vom Betriebsbahnhof Gürtel aus auf der Linie 8. 
Äußerlich ähnelten die Triebwagen jenen der Wiener Elektrischen Stadtbahn (Typen N, n und n1 der Gemeinde Wien – Städtische Straßenbahnen), unterschieden sich aber in technischer Hinsicht. So hatten sie ein anderes, weniger massives Fahrgestell und verwendeten eine andere Steuerung und ein anderes Bremssystem. Von den anderen großen Triebwagen unterschieden sie sich markant durch die vier breiten Seitenfenster (während die anderen Triebwagen acht oder mehr schmälere Seitenfenster aufwiesen). Aufgrund ihrer Größe und Stückzahl stellten sie einen Meilenstein in der Entwicklung der Wiener Straßenbahn dar.

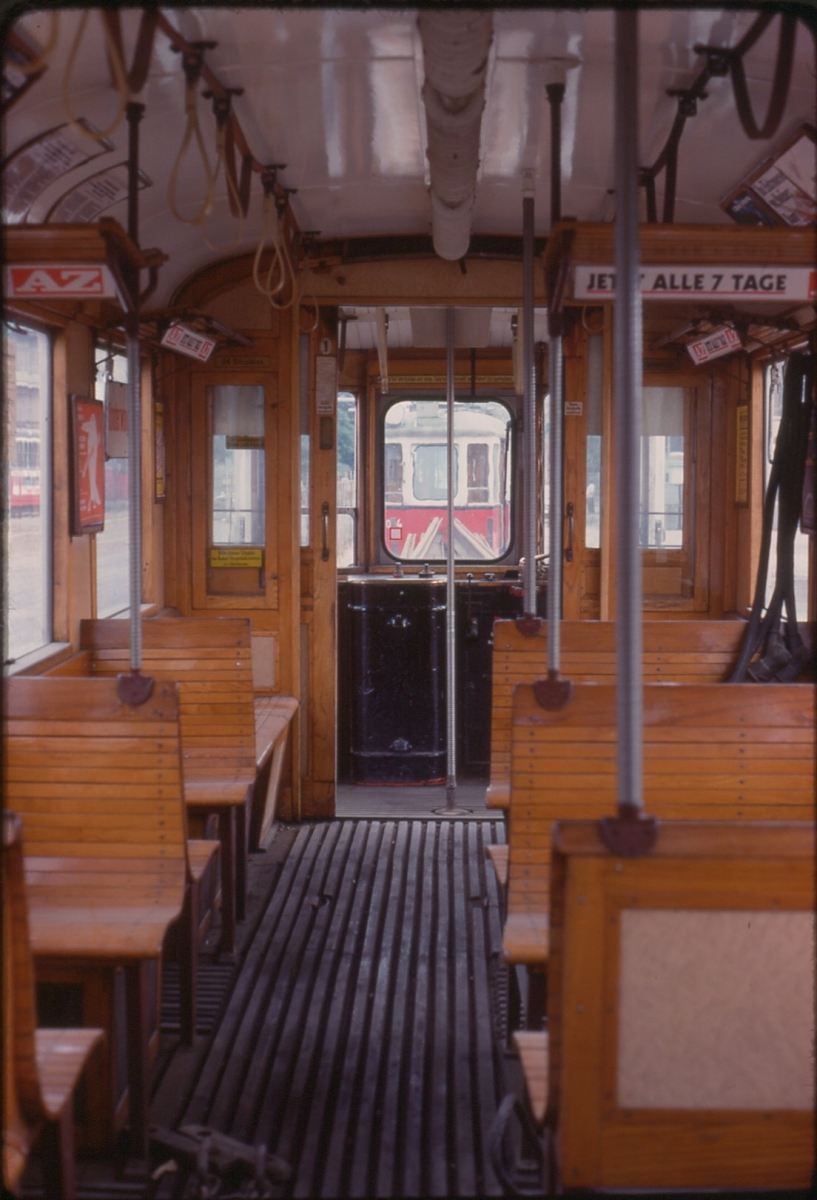
Innenraum eines M

### Versuchswagen auf Basis Type M
Auf Basis der Type M wurden in den Dreißigerjahren verschiedene äußerlich gleich aussehende Versuchsfahrzeuge mit diversen technischen Modifikationen gebaut. Es waren dies die Typen M1 (mit Stahlwagenkasten und erstmals in Wien Nockenfahrschalter), P (diese verfügte ursprünglich über ein dreiachsiges Lenkfahrgestell Bauart Buchli), P1 (mit Kraftübertragung über Kardanwellen und Schneckengetriebe), P2 (Tatzlagerantrieb mit doppeltem Vorgelege) und P3 (Umbau aus P1 mit Tatzlagerantrieb und einseitiger Übersetzung). Diese Versuche erwiesen sich aber letztendlich nicht als zweckmäßig und die Fahrzeuge wurden später teilweise an die Serienwagen der Type M angeglichen. Es blieb, nicht zuletzt durch die vorherrschende Weltwirtschaftskrise, bei Kleinstserien von jeweils zwei bzw. vier Wagen.

### Einsatz nach 1938
Die Umstellung von Links- auf Rechtsverkehr in Wien im Jahr 1938 bereitete aufgrund der symmetrischen Bauweise keine Probleme. Entsprechend der nach dem Anschluss Österreichs geltenden gesetzlichen Bestimmungen wurden die Fahrzeuge mit Fahrtrichtungsanzeigern nachgerüstet.
Im Zweiten Weltkrieg wurden einige Triebwagen zerstört oder so schwer beschädigt, dass sie ausgeschieden werden mussten; bei zweien stellte sich danach heraus, dass die Fahrgestelle noch brauchbar waren, sodass sie mit neu aufgebauten Wagenkästen versehen wurden.
In der Nachkriegszeit wurden die Fahrzeuge in unterschiedlicher Weise umgestaltet und modifiziert. Zum Teil betraf dies die Innenausstattung wie etwa den Einsatz von Hartfaserplatten zur Innenverkleidung oder den Austausch der Beleuchtung von Glühlampen gegen Leuchtstoffröhren, teils aber auch technische Einzelheiten wie andere Fahrschalter und Einrichtung von Führerständen für sitzende Fahrer, Anbringung von Liniensignalanzeigen an den jeweils rechten vorderen Ecken der Wagendächer statt in der Mitte, die damit auch von der Seite erkennbar waren, oder Ersatz der Lyrabügel durch Scherenstromabnehmer. In sämtliche Wagen jedoch wurden in den Fünfzigerjahren Schienenbremsen installiert, um geänderten gesetzlichen Bedingungen zu entsprechen, und die elektrische Verbindung zu den Beiwagen wurde auf ein System von mehrpoligen Steckdosen umgerüstet.
Die Triebwagen der Type M konnten zwei große (zweiachsige) Beiwagen ziehen, wobei verschiedene Typen zum Einsatz kamen. Nach dem Zweiten Weltkrieg wurden dafür bevorzugt Beiwagen der Typen m2 und m3 herangezogen, die den M-Triebwagen im Aussehen glichen. Die so gebildeten Drei-Wagen-Züge prägten über viele Jahre das Erscheinungsbild der auf der Ringstraße verkehrenden Linien. Ab den späten Fünfzigerjahren wurden die Triebwagen aber auch mit einem modernen vierachsigen Beiwagen der Typen c2 und c3 gekuppelt. Solche „halbstarke“ Züge wurden auf vielen Linien bis in die Siebzigerjahre eingesetzt.

### Einsatzende und Erhalt
Der Einsatz der Type M endete in den späten Siebzigerjahren, als zunehmend moderne Triebwagen (insbesondere der Typenfamilie E) zur Verfügung standen. Der letzte der Wagen stand am 22. Dezember 1978 im Linienverkehr im Einsatz. Etliche der Wagen wurden danach noch als Arbeitsfahrzeuge der Wiener Straßenbahn zu verschiedenen Zwecken verwendet.
Eine größere Anzahl von Wagen ist bei verschiedenen Vereinen und Privatpersonen erhalten geblieben. Sie werden auch teils solo, teils mit Beiwagen zu Publikumsfahrten in Wien eingesetzt. Wagen 4098 befindet sich nach einem vorübergehenden Aufenthalt in Paris bei der Straßenbahn Lyon.

## Galerie

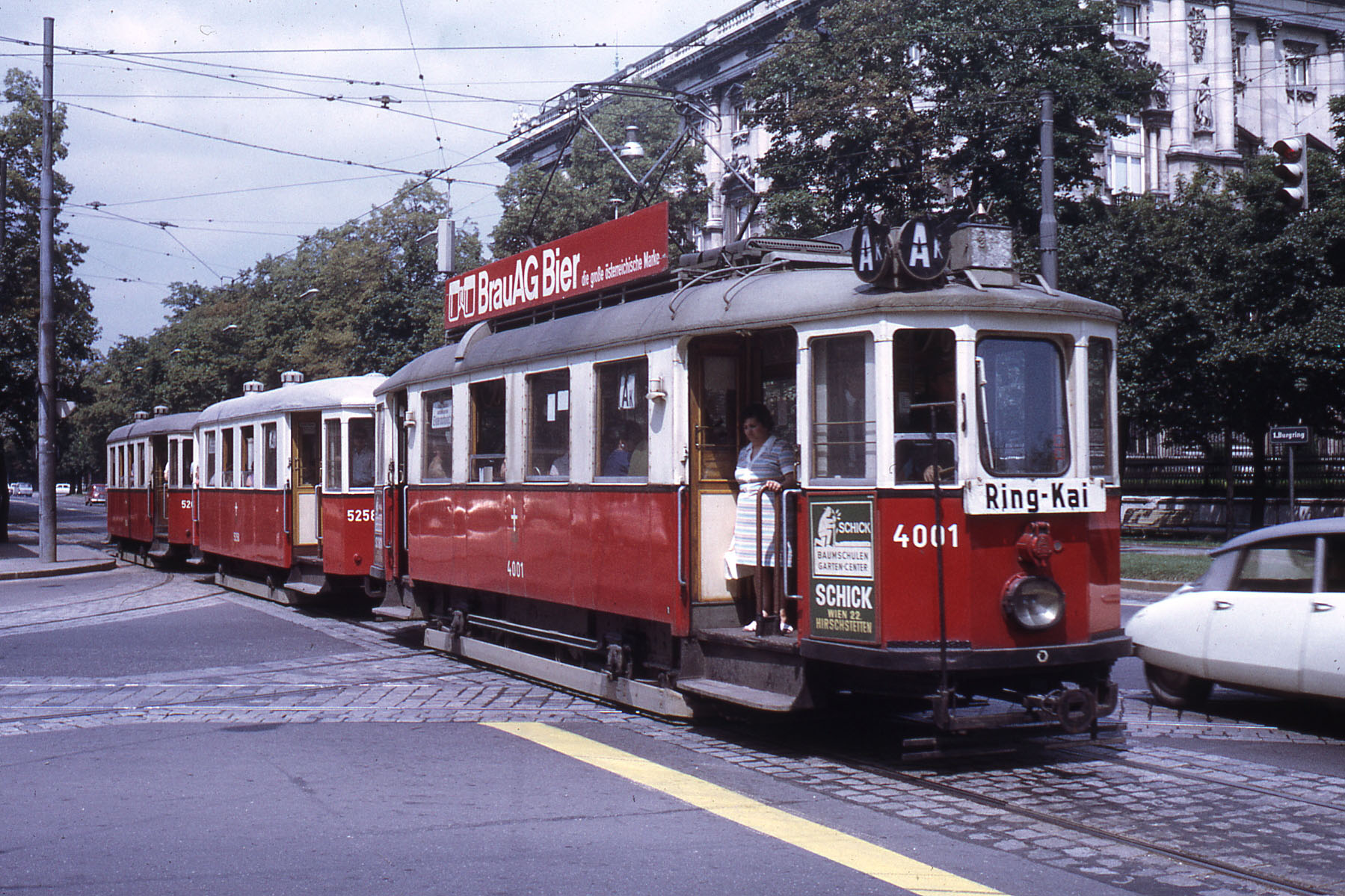
M-Drei-Wagen-Zug am Ring mit dem erstgebauten M 4001 (Graz 1927)
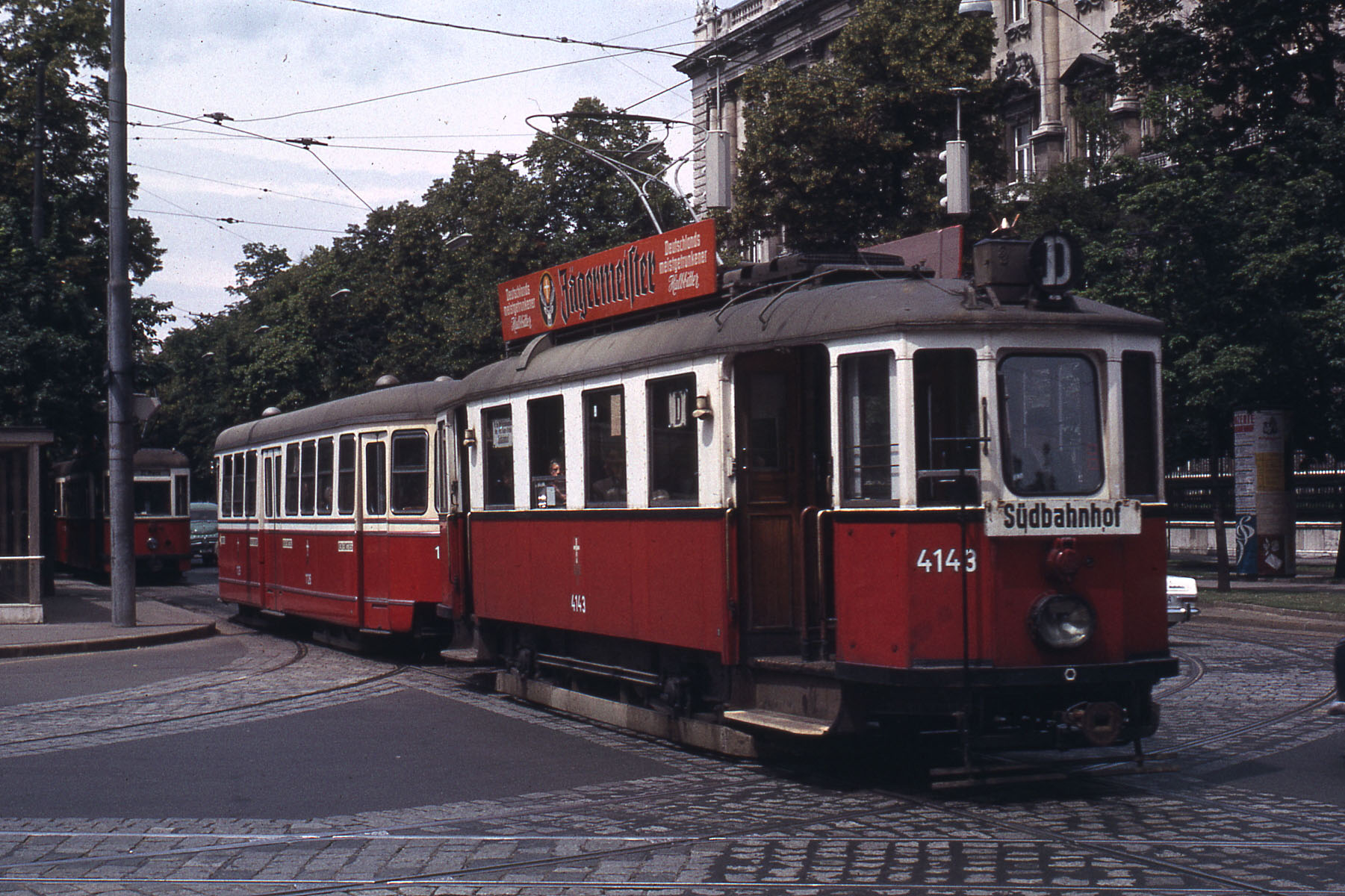
„Halbstarker“ Zug mit M 4143 (Simmering 1929)
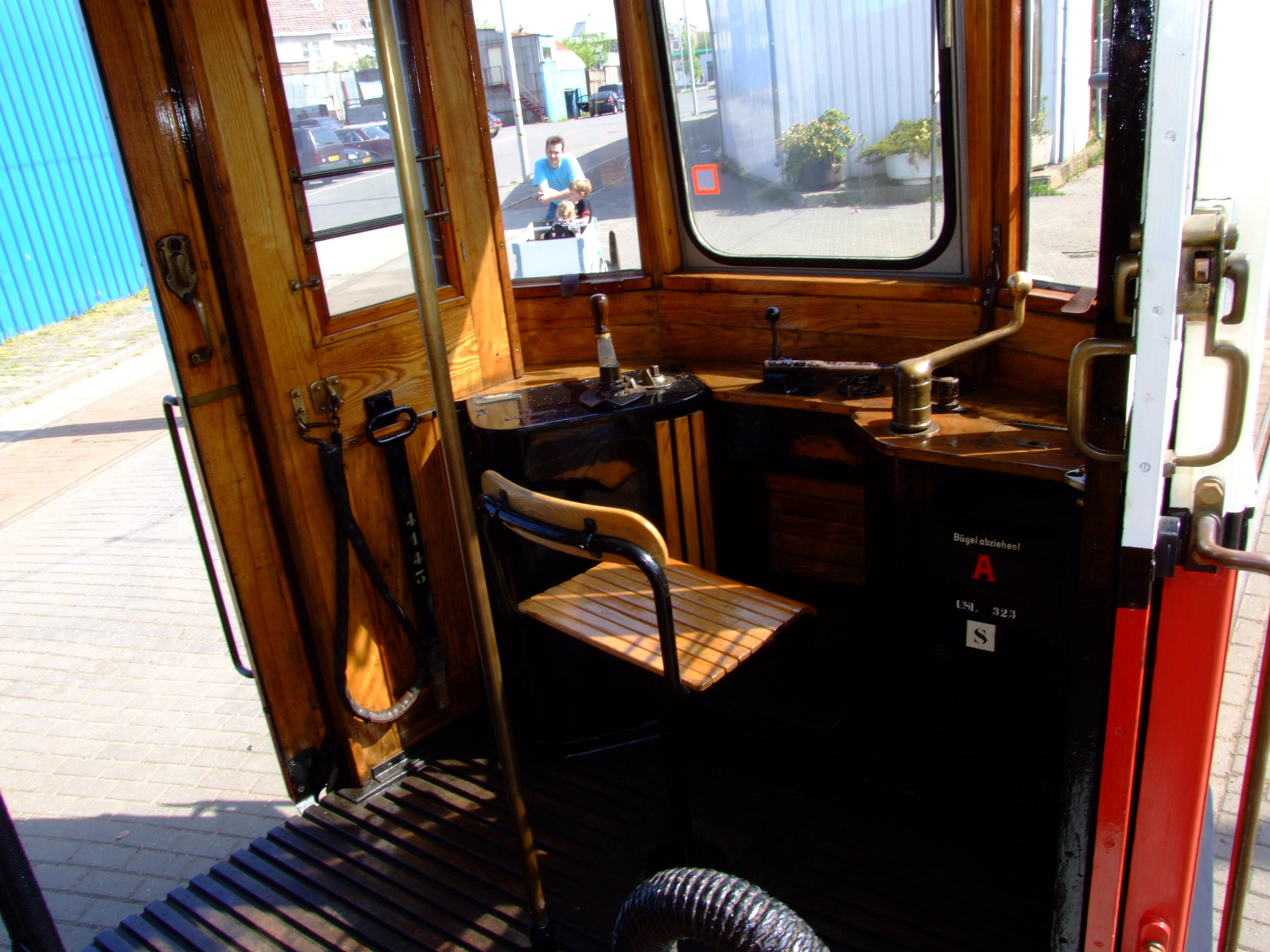
Fahrerplatz des M 4143 mit Nockenfahrschalter und Fahrersitz
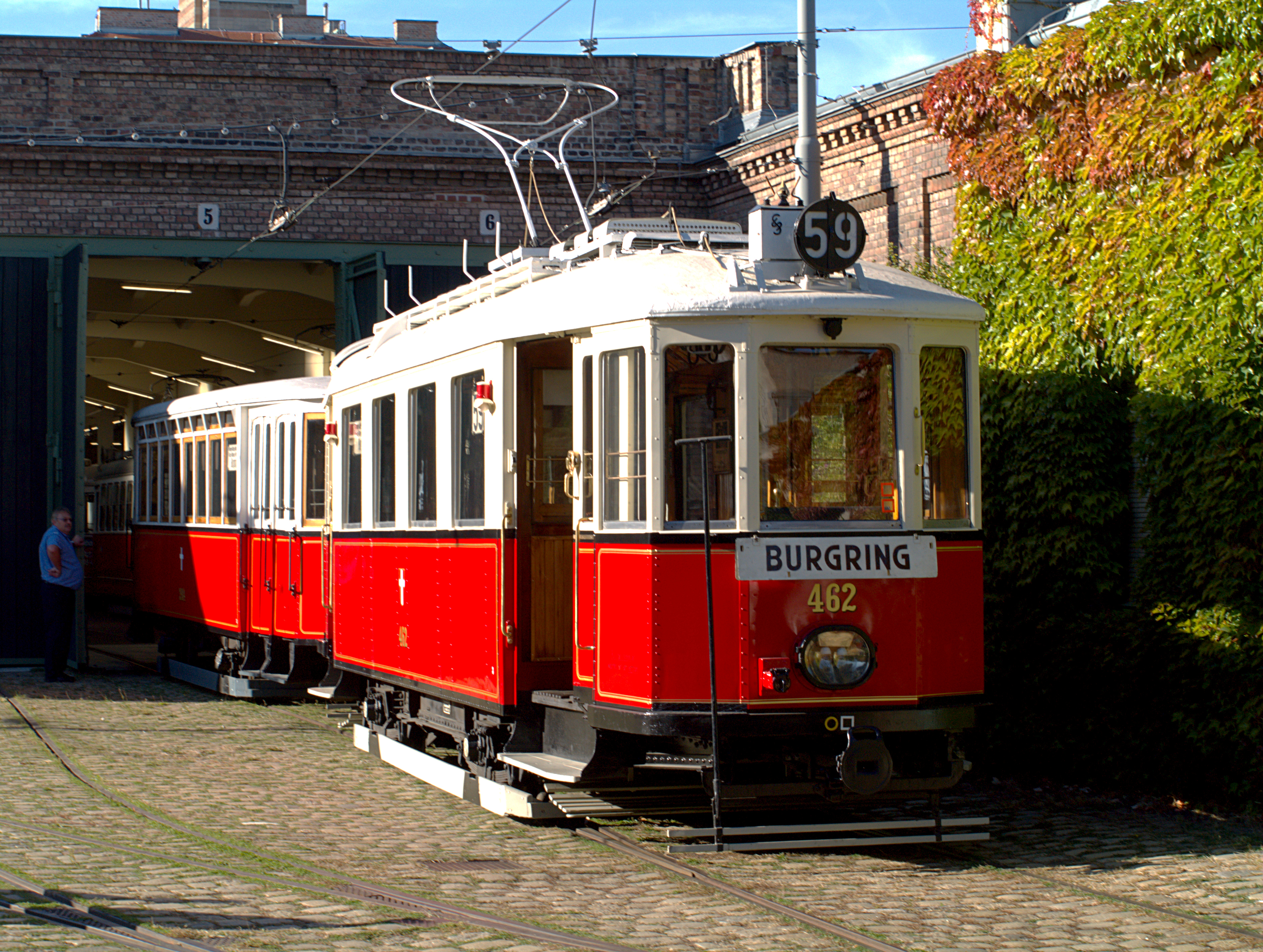
Triebwagen P2 462
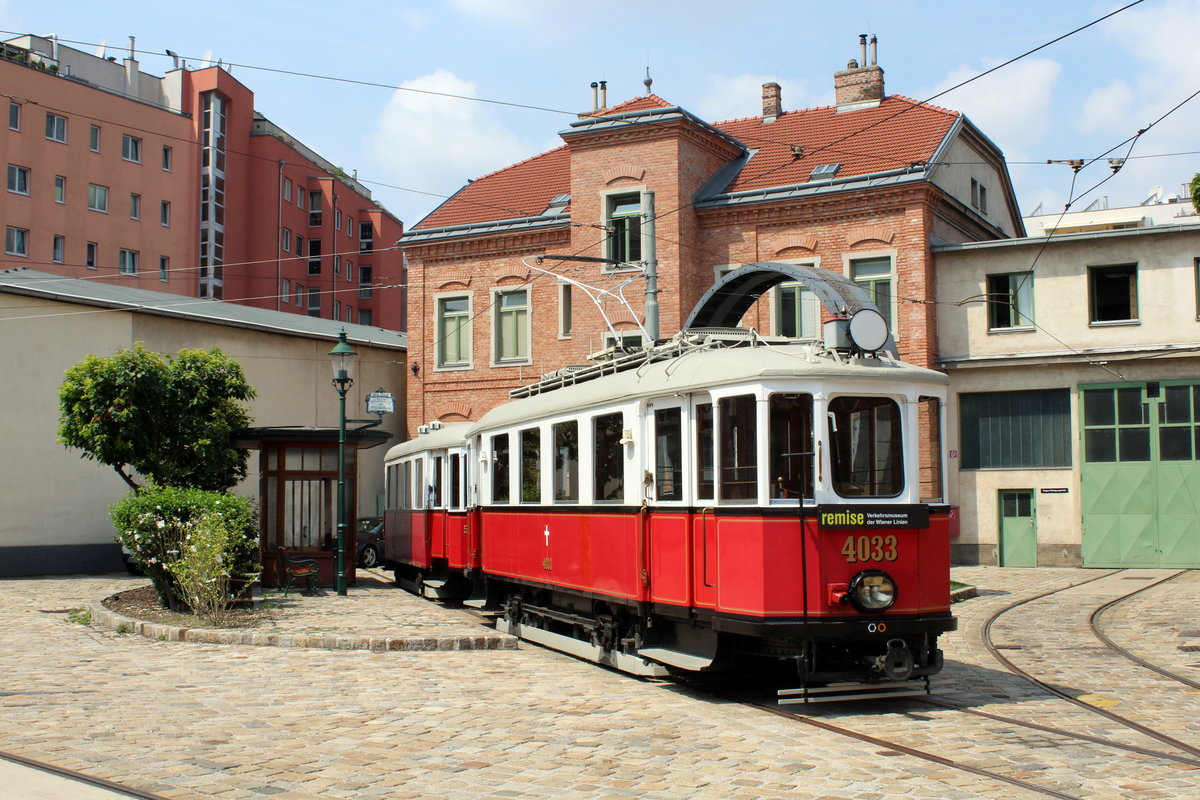
M 4033 (Simmering 1928) im Wiener Verkehrsmuseum Remise
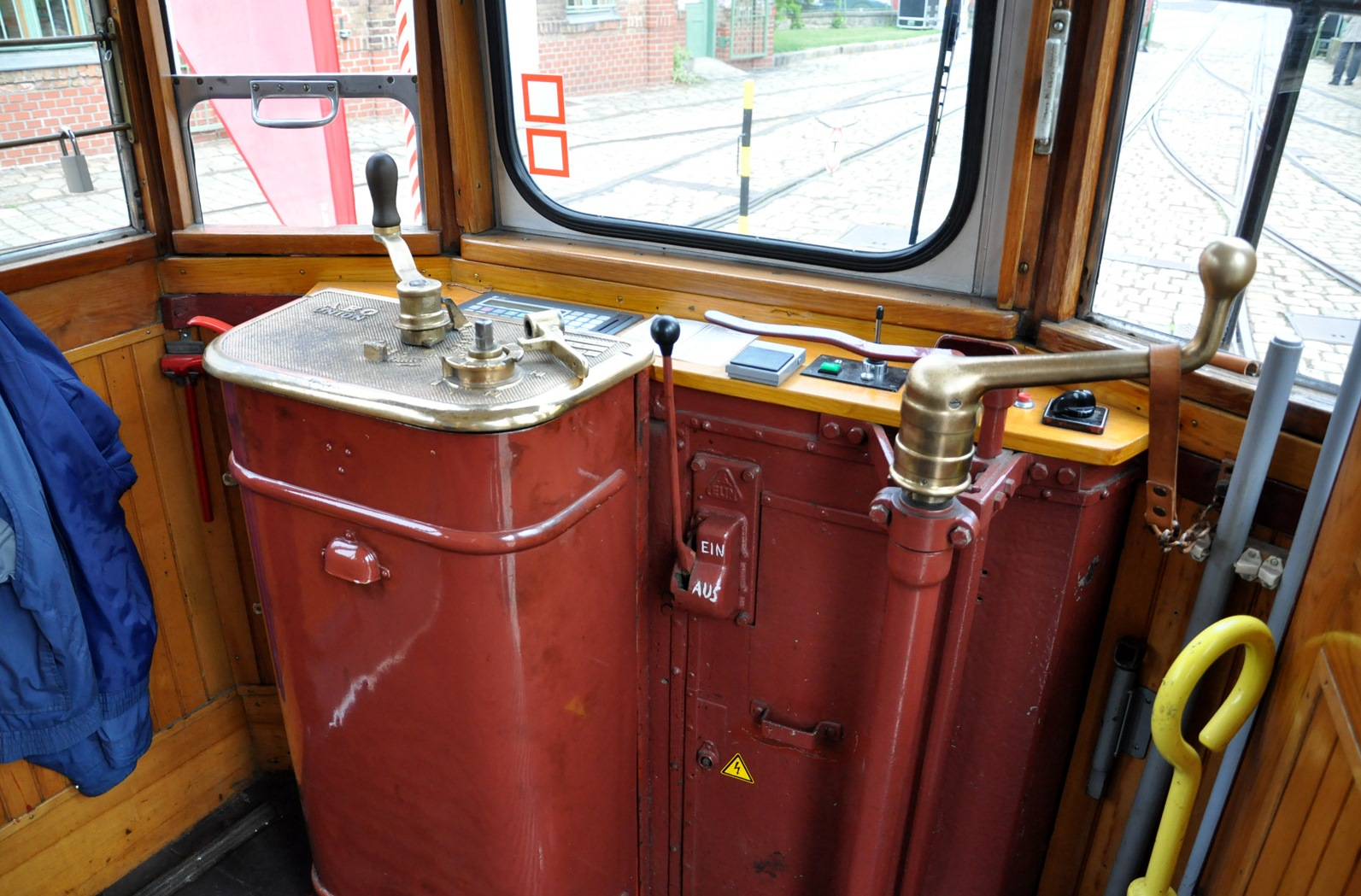
Fahrerplatz für stehende Bedienung mit kurzer Bremskurbel für Trommelbremse (rechts)
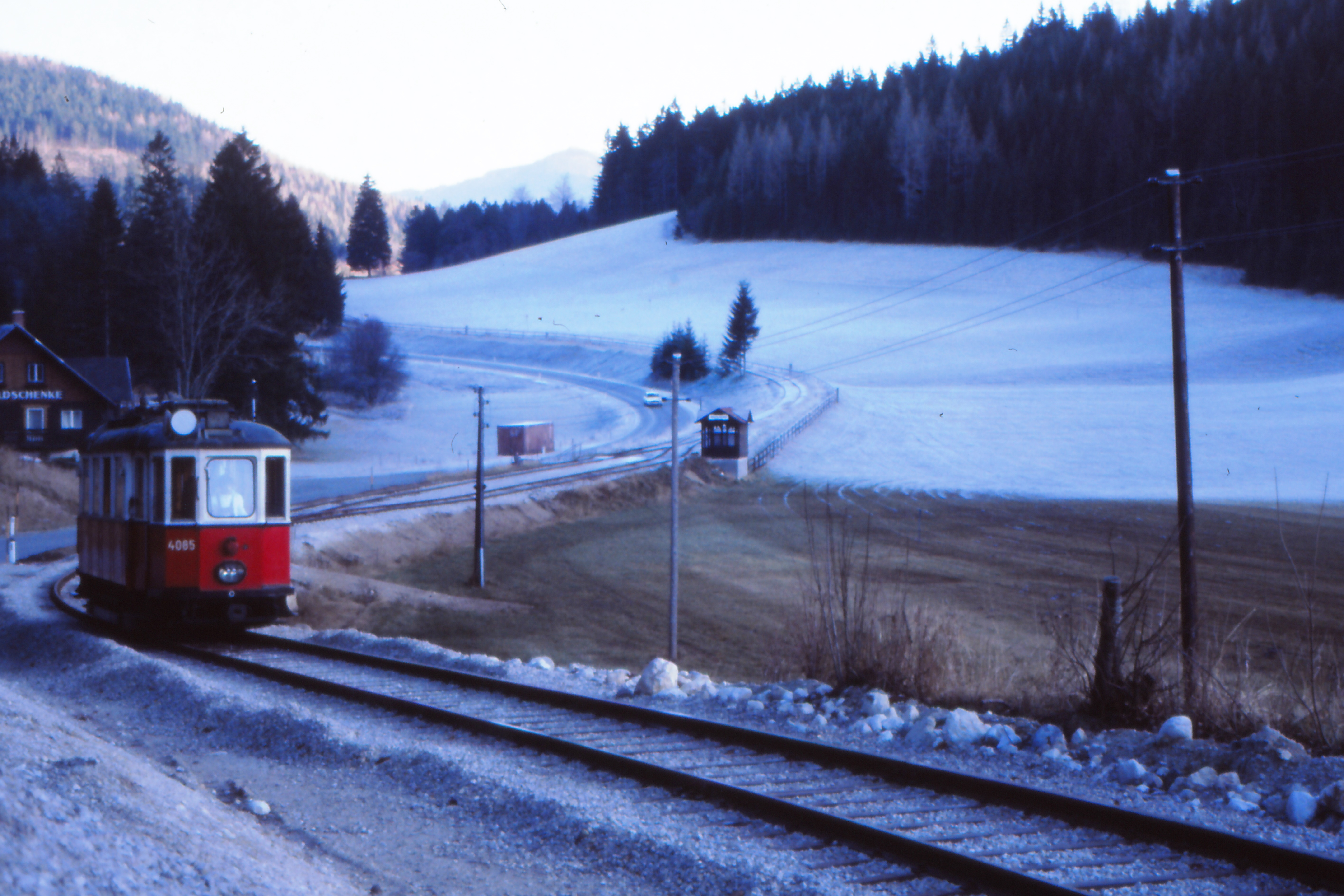
M 4085 auf der Museumstramway Mariazell (1984)